# Selena O'Hanlon
Selena Jade O'Hanlon (Salisbury, Reino Unido, 21 de marzo de 1981) es una jinete canadiense que compitió en la modalidad de concurso completo.
Ganó una medalla de plata en el Campeonato Mundial de Concurso Completo de 2010 y una medalla de plata en los Juegos Panamericanos de 2011, ambas en la prueba por equipos.

## Palmarés internacional
| Campeonato Mundial   | Campeonato Mundial         | Campeonato Mundial | Campeonato Mundial |
| Año                  | Lugar                      | Medalla            | Categoría          |
| -------------------- | -------------------------- | ------------------ | ------------------ |
| 2010                 | Lexington (Estados Unidos) | Medalla de plata   | Por equipos        |
| Juegos Panamericanos |                            |                    |                    |
| Año                  | Lugar                      | Medalla            | Categoría          |
| 2011                 | Guadalajara (México)       | Medalla de plata   | Por equipos        |